# Cíane

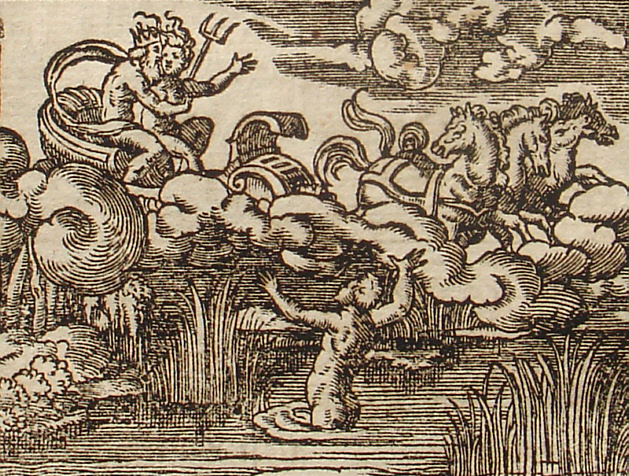
Cíane deshaciéndose en lágrimas. Grabado (1581) de Virgil Solis para ilustrar la fábula de Ovidio.

Cíane (en griego antiguo Κυανῆ, Kuanễ, "azul oscuro"), en la mitología griega, es una náyade de Siracusa (Sicilia). El lago y el río donde habitaba, llevan su nombre.

## Mitología
Cíane se opuso a Hades, dios del inframundo, durante el rapto de Perséfone. Al resultar inútil su empeño, cayó en un mar de lágrimas, terminando por disolverse, y originó un manantial y Hades, encolerizado, la transformó en un lago de color azul intenso.
La versión de Ovidio es la siguiente. Hay entre Cíane y la pisea Aretusa una ensenada que cierran dos estrechos salientes. Allí habitaba Cíane la azulada, de quien tomó nombre la fuente, la más célebre entre las ninfas sicilianas. Sacando el cuerpo por encima del agua hasta la parte alta del vientre, reconoció a la diosa y dijo: «No iréis más lejos, pues no puedes ser el yerno de Ceres contra su voluntad; tu deber habría sido pedirla, no raptarla. Porque, si se me permite comparar cosas pequeñas con grandes, yo también fui amada por Anapis. Y sin embargo, después de muchos ruegos, y no aterrorizada como esta, lo acepté por marido». Dijo, y extendiendo sus brazos lo más que pudo, se interpuso en su marcha; no contuvo el Saturnio [Hades] por más tiempo su ira y, azuzando a sus espantosos caballos, hundió su real cetro, lanzado por poderoso brazo, en lo profundo del abismo. La tierra, herida, le permitió el paso hacia el Tártaro y dio acogid a por el centro del cráter al desenfrenado carro. Por su parte, Cíane, entristecida por el rapto de la diosa y por verse desdeñada la ley de sus aguas, lleva en su pecho silencioso una herida inconsolable y se deshace toda en lágrimas, y se va afinando hasta convertirse en las aguas de las que había sido hacía poco el poder supremo. Podrías ver el ablandamiento de sus miembros, la nueva flexibilidad de sus huesos, las uñas que perdían su rigidez; las partes más finas de su cuerpo son las primeras en licuarse, los azules cabellos y los dedos, las piernas y los pies (pues es cosa de un momento la transformación de los miembros menos gruesos en ondas heladas); después de éstos,  los hombros, la espalda, los costados y el pecho se deshacen en finos arroyuelos; finalmente, envez de verdadera sangre, ya corre agua por las venas corrompidas y nada queda a lo que puedas agarrarte.
Era amante del dios fluvial Anapo. Citó su amor con Anapo como un ejemplo de relación consensuada, mientras intentaba convencer a Hades de que no se llevara a Perséfone por la fuerza.
Los siracusanos tenían la costumbre de hacer sacrificios anuales cerca de esta fuente manantial. Celebraban las fiestas llamadas Coreas, en honor a Core (otro nombre de Perséfone), instituidas por Heracles, durante las que algunos toros se sumergían en la fuente de Cíane. Las puertas sagradas agrigentinas, que se encuentran cerca de la tumba siracusana, se han dedicado a Cíane.
Apropiadamente, el griego clásico kyanos significaba 'azul-verdoso' (de ahí el color cian) y alude al agua de lagos y arroyos.
Diodoro Sículo cuenta que Eolo, hijo de Hípotes, se casó con Cíane, hija de Líparo, hijo de Ausón. Este Eolo es el personaje al que, según cuenta el mito, visitó Odiseo en el curso de su peregrinaje. Los hijos que le nacieron a Eolo, en número de seis, fueron Astíoco, Juto y Androcles, y también Feremón, Yocasto y Agatirno; todos alcanzaron un gran renombre gracias a la fama de su padre y a sus propios méritos.